# Рамзи, Рашид
Рашид Рамзи — бахрейнский бегун марокканского происхождения. Двукратный чемпион мира 2005 года на дистанциях 800 и 1500 метров.
На олимпийских играх 2008 года выиграл золотую медаль на дистанции 1500 метров. Но в результате положительной пробы допинга был дисквалифицирован в апреле 2009 года и золото перешло к Асбелю Кипропу. До 2002 года выступал за сборную Марокко.